# إدغار سميث (مجدف)
إدغار سميث هو مجدف كندي، ولد في 12 يناير 1950 في كوموكس في كندا.

## وصلات خارجية
- إدغار سميث على موقع الاتحاد الدولي للتجديف (الإنجليزية)
- إدغار سميث على موقع اللجنة الأولمبية الدولية (الإنجليزية)
- إدغار سميث على موقع أوليمبيديا (الإنجليزية)